# Charisea saxicola
Charisea saxicola is een zeeanemonensoort uit de familie Condylanthidae.
Charisea saxicola is voor het eerst wetenschappelijk beschreven door Torrey in 1902.